# Glossosoma anale
Glossosoma anale är en nattsländeart som beskrevs av Martynov 1931. Glossosoma anale ingår i släktet Glossosoma och familjen stenhusnattsländor. Inga underarter finns listade i Catalogue of Life.